# Alexandra Charles

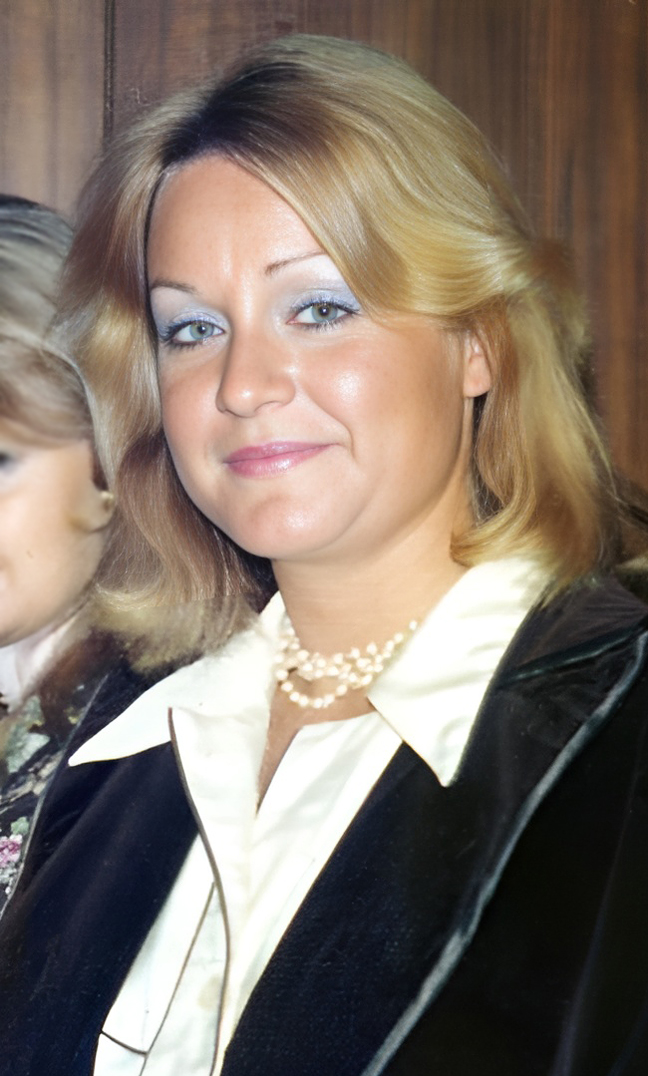
Alexandra Charles 1974.

Alexandra Inga-Lill Tyra Margareta Charles von Hofsten, ogift Gefvert, född 12 november 1946 i Mariestads församling i dåvarande Skaraborgs län, är en svensk entreprenör, PR-konsult och opinionsbildare för kvinnors hälsa. Hon har också kallats nattklubbsdrottning då hon drev nattklubben Alexandra's i Stockholm.

## Biografi

### Bakgrund
Alexandra Charles, som är dotter till tandläkaren Stig Gefvert (1920–2001) och Inga Hellman-Christensen (1919–2009), växte upp i Västergötland, Medelpad och Stockholm. Hon studerade vid Colorado University 1965–1966 och Cornell University i USA 1973.

### Karriär
Hon är främst känd som Alexandra Charles med efternamn efter sin förste make nattklubbsägaren Noël Charles (1940–2013), senare gift med Cynthia Lennon. Tillsammans med honom öppnade Alexandra Charles 1968 Sveriges första moderna nattklubb Alexandra's, som hon drev på olika adresser fram till 1988. Från 1989 har hon varit PR-konsult i egen firma, Alexandra PR & Consulting.
Alexandra Charles är ordförande i 1,6 miljonerklubben, grundad 1998, och 2,6 miljonerklubben, grundad 2007, vilka är ideella föreningar som arbetar för kvinnors hälsa. År 2004 mottog hon Nationalencyklopedins kunskapspris och hon utsågs till Årets opinionsbildare i Sverige 2005.
Hon har gett ut böckerna Alexandra on the rocks (1986) och Festboken (1989), den senare tillsammans med Magdalena Ribbing.
Hon har varit socialt engagerad i bland annat Stadsbrudarna och som ambassadör för Star for Life. Hon arbetar för samverkan över generationsgränserna och är lobbyist och initiativtagare till 1,6 miljonerklubbens systerorganisationer i Norge, Tyskland, Ryssland och Bryssel.
Alexandra Charles var värd i P1:s radioprogram Sommar den 7 juli 2004.

### Familj och namn
Första gången var hon gift 1968–1977 med sin kompanjon Noël Charles, andra gången från 1990 med företagsledaren Anders Gustrin till dennes död 2000 och tredje gången sedan 2016 med reklamkonsulenten Bengt von Hofsten. Efter första äktenskapet återtog hon namnet Gefvert och har sedan efternamnsändrat till Gustrin, Charles Gustrin och Charles von Hofsten.

## Utmärkelser
- 2023 - Årets hedersskaraborgare
- 2015 – H.M. Konungens medalj av 8:e storleken i högblått band för förtjänstfullt ideellt arbete för kvinnors hälsa.
- 2009 - Årets opinionsmappie, tidningen M
- 2007 - Doris Olsens stiftelse – Dorisstipendiet
- 2007 - Årets jänta, Moderatkvinnorna
- 2006 - Årets Aktiva kvinna, Riksförbundet Hem och samhälle
- 2005 - Årets kompetenspris till opinionsbildare
- 2004 - Årets kunskapspris (Nationalencyklopedin)